# حملقار (محصن دريبانوم)
حملقار (بالفينيقية: 𐤇𐤌𐤋𐤊، وتعني "عبد ملقرط") كان قائدًا عسكريًا قرطاجيًا خلال المراحل الأولى من الحرب البونيقية الأولى (264-241 ق.م.). قاد القوات القرطاجية في حملات هامة في صقلية وشمال إفريقيا. (يجب عدم الخلط بينه وبين القائد الشهير حملقار برقا، والد حنبعل).

## الحملة الصقلية
تولى حملقار قيادة القوات القرطاجية في صقلية حوالي عام 261 ق.م.، في وقت كانت فيه الحرب مع روما محتدمة للسيطرة على الجزيرة.

### معركة ثيرماي
في عام 259 ق.م.، حقق حملقار انتصارًا كبيرًا في معركة ثيرماي (بالقرب من تررمي إميرسي الحالية). مستغلاً عنصر المفاجأة والتخطيط التكتيكي، هاجم معسكرًا للرومان وحلفائهم، مما أدى إلى مقتل ما بين 4000 إلى 6000 جندي روماني وحليف. بعد هذا النصر، تمكن من بسط سيطرة قرطاج على مدينتي إنا وكامارينا بمساعدة متعاونين من داخل المدينتين.

### معركة تينداريس
في عام 257 ق.م.، اشتبك الأسطول القرطاجي بقيادته مع الأسطول الروماني في معركة تينداريس البحرية. انتهت المعركة بنتيجة غير حاسمة، حيث لم يتمكن أي من الطرفين من تحقيق نصر واضح، لكن القرطاجيين خسروا 18 سفينة مقابل 9 سفن رومانية غرقت.

## الغزو الروماني لأفريقيا

### معركة خليج إكنوموس
كانت معركة خليج إكنوموس عام 256 ق.م. واحدة من أكبر المعارك البحرية في العصور القديمة، حيث حاول الأسطول القرطاجي، بقيادة حملقار وحنون بن حنبعل، منع الأسطول الروماني الضخم من غزو شمال إفريقيا. على الرغم من المقاومة الشرسة، هُزم الأسطول القرطاجي، وخسر أكثر من 90 سفينة بين مستولى عليها وغارقة، مقابل 24 سفينة فقط للرومان. فتح هذا الانتصار الطريق أمام الرومان للنزول في إفريقيا وتهديد قرطاج مباشرة.

### معركة أديس
بعد الغزو الروماني، استُدعي حملقار من صقلية للدفاع عن العاصمة. في عام 255 ق.م.، اشتبك مع الجيش الروماني بقيادة القنصل ماركوس أتيليوس ريجولوس في معركة أديس. انتهت المعركة بهزيمة أخرى للقرطاجيين، مما وضع العاصمة تحت تهديد وشيك. بعد هذه الهزيمة، تم استبدال حملقار بالقائد المرتزق الإسبرطي زانثيبوس الذي نجح في إعادة تنظيم الجيش القرطاجي وهزيمة الرومان في وقت لاحق.